# Longueil, Seine-Maritime
Longueil là một xã thuộc tỉnh Seine-Maritime trong vùng Normandie miền bắc nước Pháp.

## Huy hiệu
| Arms of Longueil | The arms of Longueil are blazoned: tierced per fess 1: Or, 2 roses gules; 2: Gules, a crescent between 2 mullets argent; 3: Azure, a rose argent. Bản mẫu:TinctureViolation |

## Dân số
| 1962                                 | 1968 | 1975 | 1982 | 1990 | 1999 | 2006 |
| ------------------------------------ | ---- | ---- | ---- | ---- | ---- | ---- |
| 604                                  | 620  | 618  | 579  | 516  | 513  | 552  |
| Từ năm 1962: Dân số không tính trùng |      |      |      |      |      |      |